# Yamaga Sokō
Yamaga Sokō (山鹿素行; 21 de septiembre de 1622 - 23 de octubre de 1685) fue un japonés filósofo y estratega durante el shogunato Tokugawa era un fiel seguidor de las ideas de Confucio y las aplicó al Japón, esto se convirtió en una parte importante de la forma de vida samurai y el código de conducta conocido como bushido.

## Biografía
Yamaga Soko había estado estudiando los clásicos chinos desde la edad de seis y nueve años de edad se convirtió en un estudiante de Hayashi Razan, un seguidor del neoconfucianismo.
Él era responsable de su desarrollo como la doctrina oficial del shogunato Tokugawa. A la edad de cuarenta años, se separó de la doctrina oficial y decidió cambiar su concepción del confucianismo, quemando todos los libros que había escrito al mismo tiempo bajo su influencia. Esto, junto con la publicación de un trabajo filosófico titulado Seikyo Yoroku, le llevó a retirarse de la burocracia y exiliado fuera de Yedo (hoy Tokio). Poco después de ser exiliado, se trasladó a la de dominio de Ako para convertirse en un maestro importante del confucianismo y la ciencia militar en la región Yamaga escribió una serie de obras relacionadas con el "credo del guerrero" (bukyō) y "el camino del caballero" (shidō). De este modo, se describe la alta misión de la clase guerrera y sus obligaciones correspondientes, que se había llegado a conocer como "el camino del samurai" (bushido).